# سقوط لندن
سقوط لندن (بالإنجليزية:London Has Fallen) هو فيلم حركة وإثارة أمريكي صادر عام 2016 من إخراج باباك النجيفي وكتابة كريتون روثنبيرجر وكاترين بينيديكت، من بطولة جيرارد بتلر، آرون إيكهارت ومورجان فريمان، مع آلون موني آبوتبول، أنجيلا باسيت، روبرت فوريستر، ميليسا ليو، رادها ميتشيل وشارلوت ريلي بدور ثانوي،

يتحدث عن منظمة إرهابية تحيك مؤامرة في لندن لتسيطر على مراكزها الحيوية ومنها على الولايات المتحدة، وحتى محاولة السيطرة على العالم، الفيلم هو استكمال للفيلم الذي سبقه بعنوان «سقوط البيت الأبيض» عام 2013.

## القصة
في الرابع والعشرين من شهر أكتوبر عام 2014 تتعرض مدينة لندن لمؤامرة مرعبة، خلال جنازة رئيس الوزراء البريطاني، الذي توفي في ظروف غامضة. إحدى المنظمات الإرهابية تسعى إلى قتل عدد من أهم زعماء العالم الحاضرين في هذه الجنازة، إضافة إلى تدمير معالم عاصمة الضباب.

رئيس مكتب الخدمة السرية في الحكومة البريطانية، هو من يكتشف خيوط المؤامرة، لتبدأ مهمة إنقاذ المدينة والعالم

## طاقم العمل
جيرارد بتلر

آرون إيكهارت

مورجان فريمان

آلون موني آبوتبول

أنجيلا باسيت

روبرت فوريستر

ميليسا ليو

رادها ميتشيل

## الاستقبال النقدي
تلقى الفيلم مراجعات سلبية من النقاد، حيث حصل على متوسط %26 على موقع الطماطم الفاسدة بناء على 117 مراجعة فيما حصل على متوسط 28% على موقع ميتاكريتيك بناء على 33 مراجعة

## انتقادات للفيلم
اتهم بعض النقاد العرب الفيلم بالعنصرية وبأنه يحاول تحميل منطقة الشرق الأوسط مسؤولية الإرهاب، ويصنف الإرهابيين على أنهم من منطقة الشرق الأوسط، بل يذهب إلى ما هو أبعد (على حد قولهم)لإطلاق تسميات عربية صرفة في بعض حوارات الفيلم.

## روابط خارجية
- سقوط لندن على موقع IMDb (الإنجليزية)
- سقوط لندن على موقع ميتاكريتيك (الإنجليزية)
- سقوط لندن على موقع روتن توميتوز (الإنجليزية)
- سقوط لندن على موقع نتفليكس (الإنجليزية)
- سقوط لندن على موقع قاعدة بيانات الأفلام العربية
- سقوط لندن على موقع ألو سيني (الفرنسية)
- سقوط لندن على موقع Turner Classic Movies (الإنجليزية)
- سقوط لندن على موقع أول موفي (الإنجليزية)
- سقوط لندن على موقع بوكس أوفيس موجو (الإنجليزية)
- سقوط لندن على موقع فيلمافينيتي (الإسبانية)